# Aubert de La Chesnaye Des Bois
François-Alexandre Aubert de La Chesnaye Des Bois (Ernée, 1699. június 17. – Párizs, 1784. február 29.), francia író, genealógus, heraldikus. Kronológiával, valamint kertészettel, állattenyésztéssel és hadtudománnyal is foglalkozott. A neve előfordul Aubert de La Chesnaye-Desbois, de La Chenaye-Desbois, La Chenaye-Aubert, La Chesnaye-Aubert alakban is.

## Élete
Apja rajzokat gyűjtött Ernée faluról. A gyermekéveiről nincs tudomásunk. Vallásos nevelésben részesült. Fiatalon belépett az Évreux-i kolostorba, ahol szerzetesi neve Athanase volt. Azonban lázadozott a kötöttségek ellen, felmentéssel kétszer is elhagyta a szerzetét és később sem szívesen gondolt vissza ezekre az évekre. 1742-ben feleségül vette Picquenot de la Croix-t, amiért a Saint-Lazare börtönbe zárták, hogy vezekeljen bűneiért, mivel nem tartotta be a szerzetesi fogadalmát és a feleségével is megszakadt a levelezése. Ellenségei (Nicolas René Berryer, a rendőrfőparancsnok és Choisexure abbé) a királynál kieszközölték, hogy 1742-ben Amszterdamba száműzzék, de a feleségének Franciaországban kellett maradnia. Leveleit is itt adta ki, de valószínűleg nem maradt sokáig Amszterdamban, mert az ételekről szóló szótárát 1750-ben már Franciaországban adta ki. 1784-ben szegényen halt meg.
Műveit gyakran álnéven adta ki. Másokkal együtt összeállította a francia nemességről szóló többkötetes kézikönyvet (Dictionnaire de la noblesse), melynek több kiadása a halála után jelent meg.

## Művei
- Correspondance historique, philosophique et critique pour servir de réponse aux Lettres juives, La Haye : Van Dole, 1737-1738, 3 vol.
- Lettre à Mme la Comtesse D… pour servir de supplément à l'amusement philosophique sur le langage des bêtes du Père Bougeant, 1739
- L'astrologue dans le puits, à l'auteur de la nouvelle astronomie du Parnasse, Paris, 1740
- Lettres amusantes et critiques sur les romans en général, anglais et français, tant anciens que modernes, Paris, 1743
- Lettre à M.le marquis de… sur le mérope de M. de Voltaire, 1743
- Le Parfait Cocher ou l'art d'entretenir et de conduire un équipage à Paris et en campagne avec une instruction aux cochers sur les chevaux de carrosse et une connaissance abrégée des principales maladies auxquelles les chevaux sont sujets, (par le duc de Nevers), 2e édition, Mérigot, 1744
- Dictionnaire militaire, ou Recueil alphabetique de tous les termes propres á l'Art de la Guerre.. Lausanne és Genf, 1743
- Dictionnaire militaire ou recueil alphabetique de tous les termes progres à l'art de la guerre, etc. Paris, 1745
- Supplement au dictionnaire militaire, ou recueil alphabetique de tous les Termes propres á l'art de la guerre... par M.A.D.L.C : : Tome III. Paris, 1746
- Diccionario militar, ó Recoleccion alphabetica de todos los terminos propios al Arte de la Guerra.. Barcelona, 1749
- Dictionnaire militaire ou recueil alphabetique de tous les termes propres á la guerre.. Drezda,	1751
- Dictionnaire universel d'agriculture et de jardinage, de fauconnerie, chasse, pêche, cuisine et manége, : en deux parties ... avec figures. Paris, 1751
- Dictionnaire raisonné et universel des animaux, ou le règne animal. Paris, 1759
- Dictionnaire militaire portatif. Paris, 1758
- Système naturel du règne animal par classes, familles, ordres, etc, Paris, Bauche, 1754, 2 vol.
- Étrennes militaires, 1755-1759
- Dictionnaire généalogique, héraldique, chonologique et historique. Paris, 1757, 1761
- Dictionnaire généalogique, héraldique, chronologique et historique... des... Maisons de France... &... de l'Europe. Paris, 1757
- Dictionnaire historique des mœurs, usages, et coutumes des François : contenant aussi les établissemens, fondations, époques, anecdotes, progrès dans les sciences & dans les arts, & les faits les plus remarquables & intéressans, arrivés depuis l'origine de la monarchie jasqu'à nos jours. Paris, 1767
- Recueil de généalogies : pour servir de suite au Dictionnaire de la noblesse : contenant la suite des généalogies, l'histoire, la chronologie.... Tome XIII, Premier recueil / par M. De La Chesnaye-Desbois. Paris, 1783
- Dictionnaires importants sur la Noblesse, 1. kiadás (1757-1765), 7 kötet és 4 pótkötet. Teljes címe: Dictionnaire généalogique, héraldique, chronologique et historique, contenant l'origine et l'état actuel des premières maisons de France, des maisons souveraines et principales de l'Europe ; les noms des provinces, villes, terres,… érigées en principautés, duchés, marquisats, comtés, vicomtés et baronneries ; les maisons éteintes qui les ont possédées, celles qui par héritage, alliance ou achat ou donation du souverain les possèdent aujourd'hui, les familles nobles du royaume et les noms et les armes dont les généalogies n'ont pas été publiés par M. D. L. C. D. B., Paris, 1757. Az utolsó három kötet diákja, Badier (1706) munkája. A 12 első kötet a teljes A-tól Z-ig tartó névjegyzéket felöleli. A második kiadást Duchesne özvegye adta ki, mely ma nagyon ritka, mert a forradalom alatt a legtöbb példányát megsemmisítették. A harmadik, 19 kötetes kiadás a Schlesinger testvérek (1863-1866) munkája.
- Dictionnaire de la noblesse. Paris, I-IX. 1863-1866
- Lettres critiques avec des songes moraux : à madame de ... sur les songes philosophiques de l'auteur des lettres juives / par Aubert de la Chenaye. Amsterdam, 1746
- Lettre a madame la comtesse D... pour servir de supplement a l'amusement philosophique sur le langage des betes / edition critique par D.J.Adams. Exter, 1984. University of Exter